# Franziskus Wolf

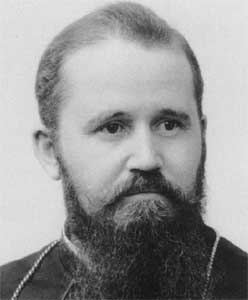
Bischof Franziskus Wolf SVD

Franziskus Wolf SVD, auch Franz Wolf (* 2. Februar 1876 in Essen-Borbeck; † 23. Februar 1944 in Hollandia, Indonesien) war ein Steyler Missionar, römisch-katholischer Bischof sowie Apostolischer Vikar von Ost-Neuguinea.   

## Leben

### Herkunft und frühes Wirken
Franziskus Wolf wurde als Sohn des Bergmanns Heinrich Wolf und dessen Ehefrau Johanna geb. Klumberg geboren. Er wuchs in seinem Heimatort Essen-Borbeck auf, wo er auch sieben Jahre lang die Volksschule besuchte.
Franz Wolf wurde am 12. April 1890 von Arnold Janssen in das interne Gymnasium im Steyler Mutterhaus St. Michael in Steyl (Niederlande) aufgenommen. Sein Noviziat und seine philosophischen und theologischen Studien machte er von 1895 bis 1899 im Missionshaus St. Gabriel in Mödling bei Wien. Am 5. Februar 1899 empfing er die Priesterweihe. Am 16. März 1899 erhielt Wolf von Arnold Janssen die Missionsbestimmung für die Steyler Mission in Togo. Am 2. Mai 1899 kam Pater Franz Wolf SVD in der deutschen Kolonie Togo an, wo er als Missionspriester wirkte. 1911 avancierte er dort zum örtlichen Regionaloberen seiner Kongregation.

### Bischof und Apostolischer Vikar von Togo
1914 erhob man das Missionsgebiet zum Apostolischen Vikariat – also zur Diözese auf Probe – mit Sitz in Lomé. Pater Franziskus Wolf, der sich um die Mission große Verdienste erworben hatte, bestimmte man am 16. März 1914 zum ersten Apostolischen Vikar und zum Titularbischof von Byblus. Deshalb kehrte der designierte Oberhirte nach Europa zurück, wo er am 28. Juni 1914 in Steyl die Bischofsweihe erhielt. Als Hauptkonsekrator fungierte Felix Kardinal von Hartmann, der Kölner Erzbischof; Mitkonsekratoren waren die Bischöfe Laurentius Schrijnen aus Roermond und Theodor Kappenberg von Münster. Wegen des ausbrechenden  Ersten Weltkrieges und der feindlichen Besetzung von Togo konnte Bischof Wolf nicht mehr nach Afrika zurückkehren. Er versuchte, sein Vikariat von Europa aus zu leiten und bediente sich dazu hauptsächlich seines dortigen Stellvertreters Provikar Anton Witte SVD, der jedoch keine Bischofsweihe besaß. Die deutsche Kolonie wurde 1916 zwischen England und Frankreich aufgeteilt, alle deutschen Geistlichen zu Kriegsgefangenen erklärt und ausgewiesen. Provikar Witte und ein Mitbruder verließen am 10. Januar 1918 als letzte deutsche Missionare das Land. Da der Heilige Stuhl nach dem Kriegsende erkannte, dass die Kolonien auf absehbare Zeit nicht an Deutschland zurückfallen würden, übertrug Papst Benedikt XV. die deutsche Togomission 1921 den Lyoner Missionaren. Bischof Wolf resignierte Anfang Januar 1921 und der Heilige Stuhl ernannte daraufhin am 11. Januar 1921 den Franzosen P. Jean-Marie Cesson SMA zum Apostolischen Administrator von Togo. Erst am 20. März 1923 wurde Cesson zum Apostolischen Vikar von Togo ernannt, ein Amt, das er bis zu seinem Tod am 3. März 1945 innehatte.

### Apostolischer Vikar in Neuguinea

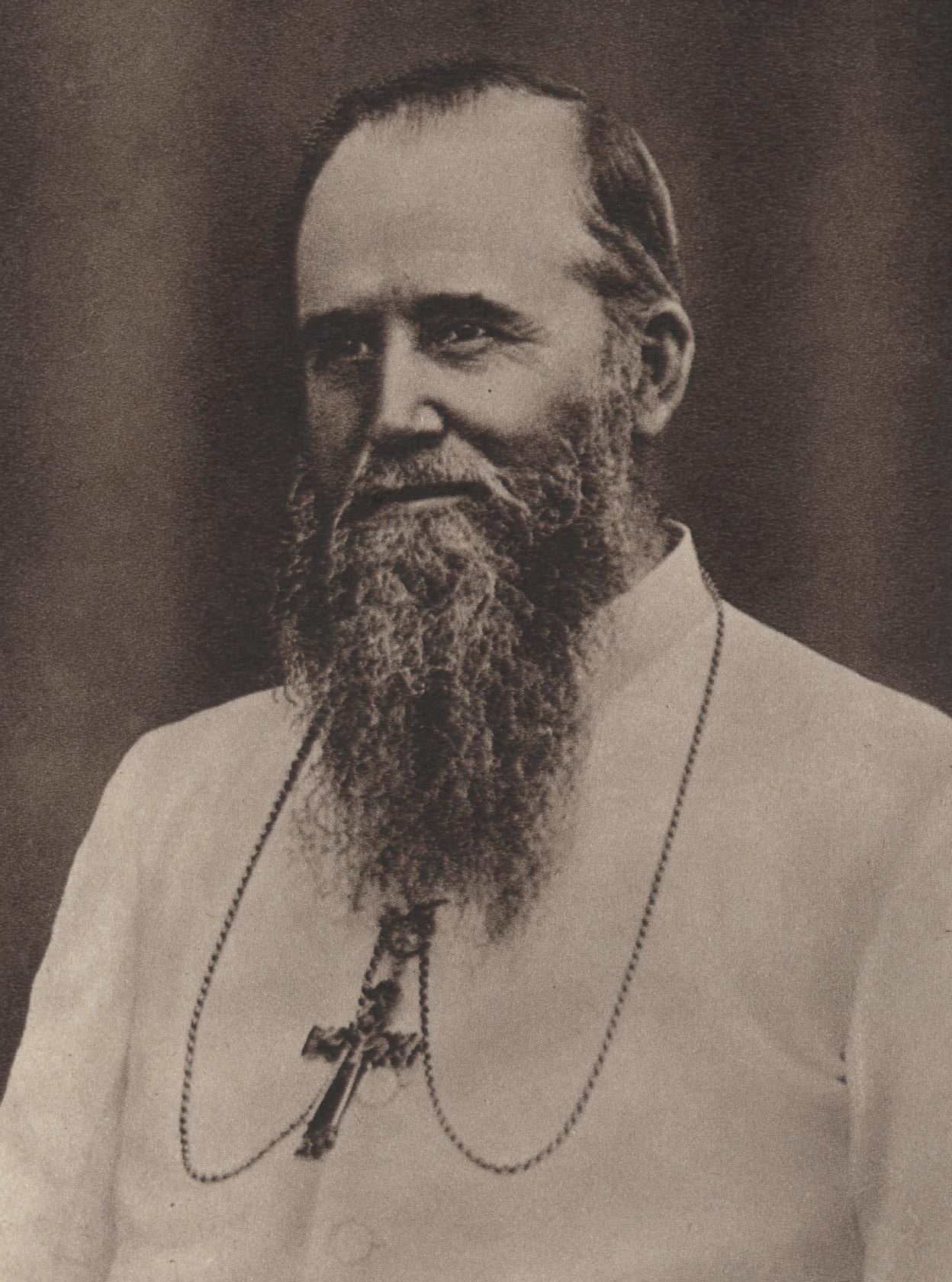
Bischof Franziskus Wolf SVD, Apostolischer Vikar von Ost-Neuguinea

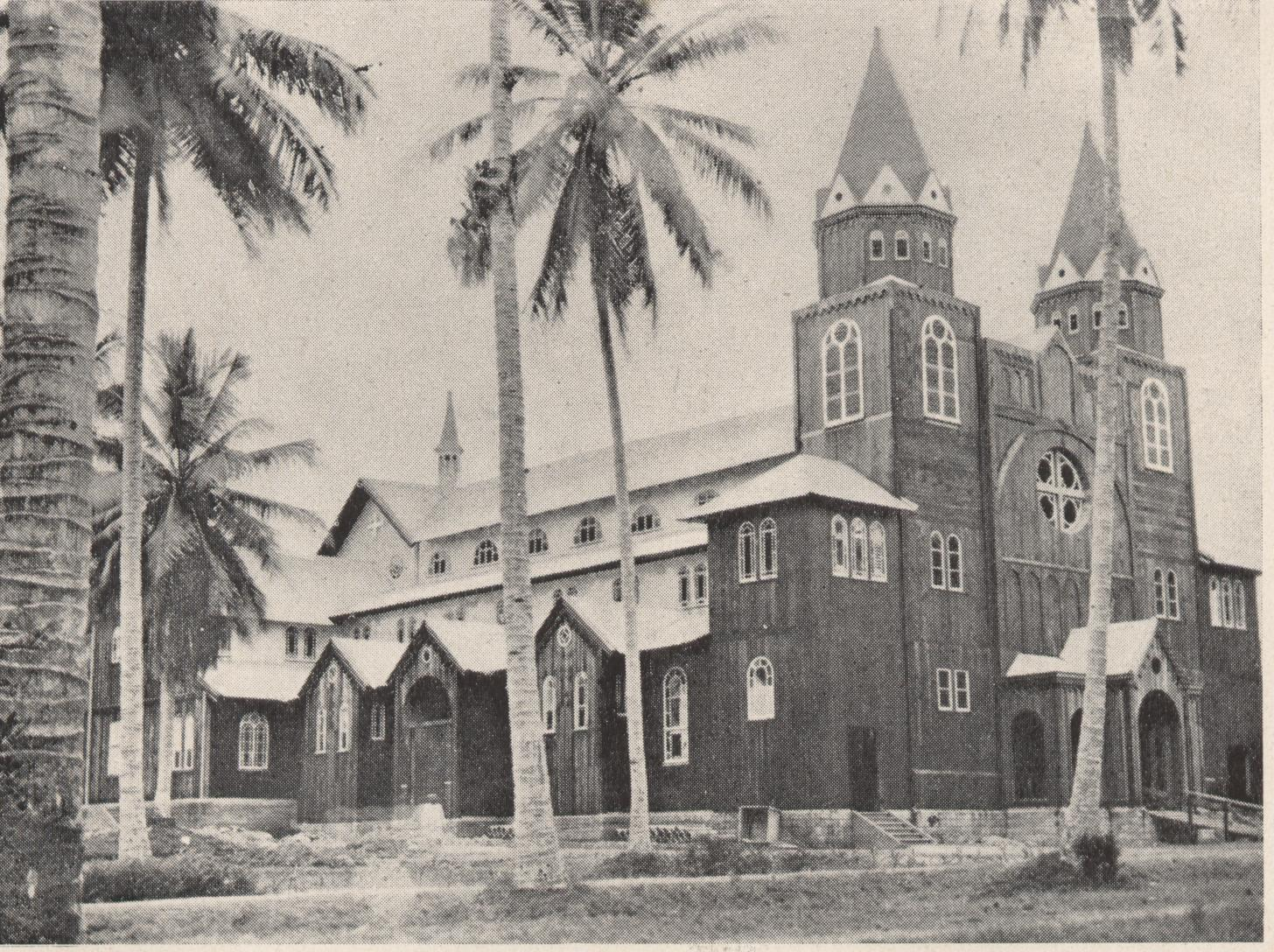
Alexishafen, Kathedrale St. Michael, zur Zeit von Bischof Wolf.

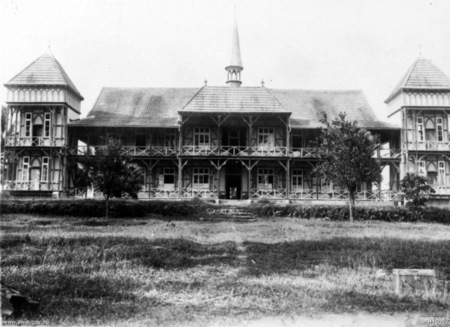
Alexishafen, Residenz von Bischof Wolf.

1922 wurde das Territorium der Steyler Missionare im ehemaligen deutschen Kaiser-Wilhelms-Land, das von 1914 bis 1921 unter australischer Militärverwaltung stand und seit 1921 ein Australien anvertrautes Treuhandgebiet war, in Ost-Neuguinea, zum Apostolischen Vikariat umgewandelt. Wieder wurde Franziskus Wolf der erste Apostolische Vikar; am 24. November 1922 erhielt er seine Ernennung und begab sich in die Neuguinea-Mission, in der er am 15. August 1923, begleitet vom Apostolischen Delegaten in Australien, Erzbischof Bartolomeo Cattaneo (1866–1943), ankam. Als Deutscher durfte er nur mit einer Sondererlaubnis der australischen Besatzungsbehörde einreisen, die man jedoch erteilte. Bischof Wolf residierte in Alexishafen., etwas nördlich von Madang, der Zentralstation der Heilig Geist Mission der Steyler Missionare, die 1905 von seinem Vorgänger P. Eberhard Limbrock gegründet worden war und seit 1909 als Sitz des kirchlichen Oberhirten der Mission diente. Der Komplex wurde durch einen Fliegerangriff am 1. September 1943 vollständig vernichtet; von der erst 1939 durch die Steyler Missionsbrüder in Holz erbauten und dem heiligen Erzengel Michael geweihten Kathedrale blieben nur Fundamentreste und die Freitreppe stehen.
Franziskus Wolf leitete das Vikariat erfolgreich und mit großem Engagement bis zur Besetzung der Insel durch die Japaner im Zweiten Weltkrieg. Dann untersagte man den Christen jegliche Missionstätigkeit, erklärte die ausländischen Missionare zu Kriegsgefangenen und internierte sie unter menschenunwürdigen Bedingungen in Sammellagern. Bischof Wolf verdächtigte man außerdem als feindlichen Spion. Zahlreiche Geistliche wurden ermordet, u. a. auch der deutsche Nachbarbischof Josef Lörks.

### Internierung und die Tragödie auf der Yorishime Maru
Die Japaner verlegten Bischof Wolf und viele Mitbrüder bzw. Ordensschwestern in ein Sammellager auf der Vulkaninsel Manam, wo sie unter primitivsten Umständen vegetierten und infolge der Kriegslage am 26. Januar 1944 neuerlich umsiedeln sollten. Franz Wolf protestierte erfolglos, da drei Viertel der Missionare an schwerer Malaria erkrankt und alle unterernährt waren. Der Schiffstransport wurde nachts von der amerikanischen Luftwaffe angegriffen. Von den auf dem offenen Verdeck des japanischen Transportbootes Yorishime Maru befindlichen Christen starben in wenigen Sekunden 27 Schwestern, 12 Brüder und 7 Patres, die meisten anderen erlitten Verletzungen. Bischof Wolf erlag am 23. Februar 1944 im japanischen Internierungslager zu Hollandia seinen schweren Wunden.
Die sofort getöteten Missionare begrub man eilends in Strandnähe, Bischof Wolf und andere, nachträglich im Lager Hollandia Verstorbene, wurden im dortigen Buschgelände verscharrt. Kurz nach Kriegsende exhumierten amerikanische Truppen die Leichen und überführten sie in Metallsärgen nach Finschhafen. Schließlich bettete man 1947 die Toten erneut um und begrub sie auf dem alten Missionsfriedhof von Alexishafen, wo auch eine Gedenkstätte mit Kreuzigungsgruppe entstand. Bischof Wolf, dessen sterbliche Überreste zweifelsfrei identifiziert werden konnten, fand in der Krypta der neu erbauten Holy Spirit Kathedrale in Madang seine letzte Ruhestätte.

## Weitere Entwicklung
Das Apostolische Vikariat Ost-Neuguinea wurde 1966 zur Erzdiözese Madang in Papua-Neuguinea erhoben.

## Ehrungen
Die katholische Kirche hat Bischof Franziskus Wolf als Glaubenszeugen in das deutsche Martyrologium des 20. Jahrhunderts aufgenommen.
In Essener Stadtteil Gerschede ist die Bischof-Franz-Wolf-Straße nach dem Prälaten benannt.